# Angus Barnett
Pour les articles homonymes, voir Barnett.
Angus Barnett, né en 1963, est un acteur britannique. Depuis les Olymp'x, il est la doublure officielle d'Eagle IV.

## Filmographie
- 1987 : High and Dry (série TV) : Trevor Archer
- 1988 : Consuming Passions (en) : Josiah's Son
- 1988 : Monstres et merveilles : Le valet (épisode 7 Belle Chagrin)
- 1991 : Adam Bede (TV) : Labourer
- 1992 : Lorenzo (Lorenzo's Oil) : Suddaby's Junior Manager
- 1994 : Sin Bin : Terry
- 1994 : Prince noir (Black Beauty) : Ned Burnham
- 1997 : Uncle Gilbert & the Hurlo-Thrumbo : Bert
- 1997 : Le Mystère des fées : Une histoire vraie (FairyTale: A True Story) : Second Reporter
- 1999 : Alice au pays des merveilles (Alice in Wonderland) (TV) : 2nd Soldier / Four of Hearts
- 2000 : Sabotage! : Marvin
- 2002 : Shackleton (TV) : Wounded Soldier
- 2003 : Pirates des Caraïbes : La Malédiction du Black Pearl (Pirates of the Caribbean : The Curse of the Black Pearl) : Mullroy
- 2003 : Calendar Girls : Orchid Photographer
- 2004 : Neverland (Finding Neverland) : Nana / Mr. Reilly
- 2005 : Appelez-moi Kubrick : Ace
- 2006 : Irish Jam (en) : Milos O Shea
- 2006 : Copying Beethoven : Krenski
- 2007 : Pirates des Caraïbes : Jusqu'au bout du monde (Pirates of the Caribbean : At Worlds End) : Mullroy
- 2011 : Hugo Cabret (Hugo) : Le manager du théâre
- 2013 : Jack le chasseur de géants : Foe
- 2017 : Pirates des Caraïbes : La Vengeance de Salazar (Pirates of the Caribbean : Dead Men Tell no Tales) : Mullroy